# 전북대학교병원
전북대학교병원(全北大學校病院, Jeonbuk National University Hospital)은 전북특별자치도 전주시 덕진구 건지로 20(금암동)에 있는 국립대학교병원이다. 교육부 산하 기타공공기관으로 지정되어 있다.

## 연혁
- 1909년 12월 10일 전주 관제자혜의원 설립
- 1910년 10월 1일 전라북도 관제의원으로 개칭
- 1925년 4월 1일 전라북도립 전주의원으로 개칭
- 1951년 12월 26일 전라북도립 전주병원으로 승격
- 1973년 5월 1일 전라북도립 의료원으로 승격
- 1975년 2월 1일 전북대학교 의과대학부속병원으로 발족
- 1988년 3월 1일 전북대학교병원으로 개칭
- 1994년 7월 4일 특수법인으로 전환
- 1995년 매머드급 응급센터 개관
- 1997년 4월 치과병원 준공
- 1998년 5월 1일부터 종합의료정보시스템(OCS) 가동
- 2000년 12월 20일 응급의료정보센터를 개소
- 2004년 9월 13일 전북지역 암센터로 선정
- 2008년 4월 2일 전북지역 암센터 개원

## 권역응급의료센터
전북전주권역응급의료센터로 지정되어 전북특별자치도 전주시, 김제시, 남원시, 부안군, 완주군, 임실군, 장수군, 정읍시, 진안군을 관할한다.